# Knjas Potjomkin Tawritscheski
Die Knjas Potjomkin Tawritscheski (russisch Князь Потёмкин Таврический Knjaz’ Potëmkin Tavričeskij, deutsch ‚Fürst Potjomkin von Taurien‘) war ein Schlachtschiff (Einheitslinienschiff) der russischen Marine, das zur Schwarzmeerflotte gehörte. Es ist durch Sergei Eisensteins Film „Panzerkreuzer Potemkin“ über die Revolution 1905 bekannt. Die falsche Schiffsklasse im Filmtitel beruht auf einem Übersetzungsfehler. Um die Erinnerung an die Meuterei zu tilgen, wurde das Schiff in Panteleimon umbenannt.
Die Knjas Potjomkin Tawritscheski wurde von der staatlichen Werft in Nikolajew erbaut und 1904/1905 in Dienst gestellt. Sie wurde nach dem russischen Feldmarschall Grigori Alexandrowitsch Potjomkin, Fürst von Taurien (1739–1791), benannt. Als Panteleimon nahm sie am Ersten Weltkrieg teil. Sie wurde von 1923 bis 1925 abgewrackt.

## Konstruktion des Schiffes
Im Oktober 1898 erfolgte die Kiellegung des Schiffes auf der Schwarzmeer-Werft im damaligen Nikolajew, die 1897 mit belgischem Kapital für Marineaufträge eingerichtet worden war. Das Schiff war eine Weiterentwicklung des Einzelschiffes Tri Swjatitelja und wiederholte einige Elemente der im Bau befindlichen Pereswet-Klasse für die Baltische Flotte. Die Panzerung orientierte sich in der Verteilung am britischen Linienschiff HMS Majestic. Der Plan des Schiffes diente gleichzeitig als Grundlage für die Bestellung des Linienschiffes Retwisan in den USA, das im Fernen Osten zum Einsatz kommen sollte. Im Oktober 1900 wurde das Schiff getauft und lief vom Stapel. Benannt wurde es nach dem russischen Feldmarschall Grigori Alexandrowitsch Potjomkin, der 1789 in Nikolajew eine erste Schiffswerft für Kriegsschiffsbauten gegen die Türken eingerichtet hatte. Im Oktober 1903 begann die Erprobung des Schiffes. Es war das erste russische Linienschiff mit einer zentralen Feuerleitung und einer Ölfeuerung, die allerdings schon nach den Tests wegen eines Brandes durch eine reine Kohlenfeuerung ersetzt wurde. Viele Nachbesserungen und der Brand verzögerten die Übernahme in den Flottendienst bis zum Frühjahr 1905.

## Meuterei
Nach dem Beginn der Russischen Revolution von 1905 fand am 14. Junijul. / 27. Juni 1905greg. vor der Insel Tendra und später am Tag im Hafen Odessa auf diesem Schiff eine Meuterei statt. Sie richtete sich gegen die kaiserlichen Offiziere an Bord, namentlich gegen den Kommandanten Kapitän Golikow (von den Matrosen „der Drache“ genannt). Anlass war der Unmut der Matrosen über ein Stück madigen Fleisches, das vom Schiffsarzt für genießbar erklärt worden war. Als sich die Matrosen beim Kapitän beschwerten, drohte er damit, ihren Sprecher erschießen zu lassen, was die Meuterei auslöste. Sieben Offiziere wurden getötet und das Schiff fuhr nach Odessa, wo es zu dieser Zeit – wie im ganzen Russischen Reich – heftige Unruhen gab. Ein erschossener Sprecher der Matrosen wurde am Fuß der Marmortreppe, die in einer Szene des Films Panzerkreuzer Potemkin gezeigt wird, aufgebahrt und tausende Bewohner der Stadt kamen zusammen, um ihn zu ehren. Den Matrosen wurde Essen angeboten; mit dem Einbruch der Dunkelheit bewegten sich aber Truppen in die Stadt, die an der Marmortreppe wahllos in die Menge feuerten und so ein Massaker veranstalteten. Die Meuterei war wohl das prominenteste Beispiel für die Befehlsverweigerungen, die im Jahre 1905 in der ganzen russischen Armee und Marine stattfanden. Das Schiff fuhr bald von Odessa aus weiter. Nach der Erschöpfung des Kohlenvorrats gingen die Meuterer aber am 25. Junijul. / 8. Juli 1905greg. im Schwarzmeerhafen Constanța von Bord und ergaben sich den rumänischen Behörden. Das Schiff setzten sie durch Fluten auf den Grund. Es wurde bald gelenzt und nach Odessa geschleppt. Die Besatzung von über 600 Mann wurde zunächst in Rumänien interniert und konnte später unter Auflagen im Land leben. Nachdem Russland eine Amnestie erlassen hatte, kehrte der Anführer der Meuterer Matjuschenko 1907 in sein Heimatland zurück und wurde gehängt. Die Mehrheit der Mannschaft kehrte nach der Februar-Revolution von 1917 wieder nach Russland zurück.
Die Meuterei von 1905 ist das Thema des 1925 entstandenen Stummfilms Panzerkreuzer Potemkin von Sergei Eisenstein. Die Dreharbeiten fanden jedoch nicht auf dem Schiff statt, das zu diesem Zeitpunkt bereits abgewrackt war, sondern auf dem abgetakelten Barbettschiff Dwenadzat Apostolow (dt.: „Zwölf Apostel“), das 1925 als Depotschiff für Minen diente, sowie auf dem Kreuzer Komintern. Die am Ende des Films stehende Konfrontation des Schiffes mit einem kaisertreuen Geschwader (elf Schiffe – fünf Schlachtschiffe und sechs Zerstörer) ist eine Fiktion. Die 1905 im Schwarzen Meer befindlichen russischen Schiffe waren veraltet und hätten es nie ernsthaft auf einen Kampf mit der Potjomkin ankommen lassen können.

## Weitere Dienstzeit
Um die Erinnerung an die Meuterei zu tilgen, wurde das Schiff nach dem Heiligen Pantaleon in Panteleimon umbenannt. Unter diesem Namen fuhr es bis zum April 1917 und nahm am Ersten Weltkrieg teil.
Als es im November 1905 zu weiteren Unruhen in der Flotte in Sewastopol kam, war das Schiff erneut beteiligt. 1910 erfolgte eine grundlegende Überholung und Modernisierung der Panteleimon in Sewastopol. Am 2. November 1911 lief sie beim Verlassen von Constanța auf Grund, der dabei entstandene Schaden am Schiffsboden wurde 1912 in Sewastopol repariert.
Im Ersten Weltkrieg wurde die Panteleimon im Verbund mit anderen alten Linienschiffen eingesetzt. Die Linienschiff-Brigade bestand aus fünf Schiffen: Jewstafi, Ioann Slatoust, Panteleimon, Tri Swjatitelja und dem Linienschiff II. Klasse Rostislaw. Die Russen bemühten sich um den gemeinsamen Einsatz, um bei einem Angriff des Schlachtkreuzers Yavuz Sultan Selim (ehemals Goeben) eine Übermacht gegen diesen zu haben. Zwei Wochen nach der russischen Kriegserklärung vom 2. November 1914 an das Osmanische Reich lief die Schwarzmeerflotte am 15. November zu einer Beschießung von Trabzon mit den Linienschiffen Jewstafi, Ioann Slatoust, Panteleimon, Rostislaw, Tri Swjatitelja, dem Kreuzer Almas und den Schwesterschiffen Pamiat Merkurija (ex Kagul) und Kagul (ex Otschakow), drei Zerstörern und elf Torpedobooten aus. Am Morgen des 17. Novembers erfolgte die Beschießung und das russische Geschwader wandte sich nach Westen, um türkische Schiffe an der Küste Anatoliens zu versenken, bevor es am Nachmittag den Rückmarsch nach Sewastopol antrat. Am folgenden Tag traf das russische Geschwader gegen Mittag bei nebeligen Bedingungen kurz vor dem Heimathafen auf den Schlachtkreuzer Yavuz Sultan Selim und den Kreuzer Midilli (ehemals Breslau), welche die russische Flotte abfangen wollten (Seeschlacht von Kap Sarytsch).
Am 9. Januar 1915 stieß die russische Flotte im östlichen Schwarzen Meer auf die türkischen Kreuzer Midilli und Hamidiye, die von einem Einsatz zurückkehrten. Die Midilli traf die Jewstafi mit einem 10,5-cm-Geschoss am vorderen Turm und setzte ihn zeitweise außer Gefecht. Mit ihrer überlegenen Geschwindigkeit konnten die beiden türkischen Kreuzer entkommen.
Zwischen dem 18. März und dem 9. Mai 1915 griff die russische Flotte dreimal die Befestigungen am Bosporus an. Beim dritten Angriff am 9. Mai reagierte die Yavuz Sultan Selim und versuchte, die durch den türkischen Zerstörer Numune-i Hamiyet entdeckten Linienschiffe Jewstafi und Ioann Slatoust abzufangen. Beide Verbände liefen parallel und eröffneten auf 16 km Entfernung das Gefecht. Der russische Befehlshaber, Admiral Andrei Eberhardt, ließ seine beiden Schiffe langsam und im Zick-Zack laufen, um den Linienschiffen Tri Swjatitelja und Panteleimon das Aufschließen zu ermöglichen. Der Yavuz Sultan Selim gelang es trotz hoher Geschwindigkeit nicht, sich vor den russischen Verband zu setzen. Die Panteleimon erzielte zwei Treffer auf dem Schlachtkreuzer, bevor dieser nach 22 Minuten das Gefecht abbrach. Der Versuch Eberhardts, dem Schlachtkreuzer nun seinerseits zu folgen, blieb erfolglos.
Am 1. August 1915 wurden alle russischen Linienschiffe in einer Zweiten Brigade organisiert, nachdem mit der Imperatriza Marija das erste Großkampfschiff in Dienst gestellt worden war. Sie wurden jetzt hauptsächlich zu Küstenbeschießungen herangezogen. Am 1. Oktober beschoss die Panteleimon gemeinsam mit der Ioann Slatoust Zonguldak mit wenig Erfolg trotz Einsatzes von über 1000 Schuss und mit der Jewstafi das nahe Kozlu, während die Imperatriza Marija Deckung nach See gab. Am 18. Oktober wurde Panteleimon vom deutschen U-Boot UB 7 erfolglos angegriffen, als sie an einer ähnlichen Operation gegen die bulgarische Küste beteiligt war.
Nach einer weiteren Überholung beteiligte sich die Panteleimon im Rahmen der Trapezunter Operation vom 5. Februar 1916 bis zum 18. April 1916 an der Beschießung der türkischen Küste und unterstützte die Einnahme Trapezunts durch russische Truppen. Im Mai wurde sie mit den beiden anderen Linienschiffen Jewstafi und Ioann Slatoust nach Batumi verlegt, wo die drei Schiffe während des Sommers 1916 im Dauereinsatz zur Unterstützung der Landstreitkräfte waren.

## Verbleib
Im April 1917 wurde die Panteleimon, nachdem ihre Besatzung sich der Revolution angeschlossen hatte, in Potjomkin Tawritscheski und im Herbst 1917 unter ukrainischer Flagge in Borez sa Swobodu (dt. „Freiheitskämpfer“) umbenannt. Am 29. Dezember 1917 kam das Schiff in den Bestand der Roten Schwarzmeerflotte, lag aber immer im Hafen von Sewastopol.
Ab April 1918 wechselte das Schiff mehrfach den Besitzer. Erst von der Roten Armee besetzt, wurde es Eigentum der ukrainischen Volksrepublik. Am 1. Mai 1918 folgte die Besetzung Sewastopols durch deutsche Truppen. Ihnen folgten am 24. November des Jahres 1918 die Briten, die bei ihrem Abzug zusammen mit den Franzosen im April 1919 das Schiff unbrauchbar machten. Im Russischen Bürgerkrieg wurde es am 29. April 1919 Teil der Ukrainischen Front der Roten Armee, am 24. Juni 1919 von den Truppen Denikins eingenommen und kam nach der Rückeroberung am 15. November 1920 endgültig zur sowjetrussischen Marine. Das Schiff wurde ab 1923 abgebrochen und am 21. November 1925 aus den Listen der Roten Flotte gestrichen.